# Aloja
Aloja (in tedesco Allendorf) è un comune della Lettonia di 10.517 abitanti (dati 2009)

## Geografia antropica

### Suddivisioni amministrative
Il comune è stato istituito nel 2009 ed è formato dalle seguenti divisioni amministrative:
- Aloja, sede comunale
- Staicele
- Braslava
- Brīvzemnieki